# Parapercis gilliesii
Parapercis gilliesii är en fiskart som först beskrevs av Hutton, 1879.  Parapercis gilliesii ingår i släktet Parapercis och familjen Pinguipedidae. Inga underarter finns listade i Catalogue of Life.